# Aloe aurelienii
Aloe aurelienii ist eine Pflanzenart der Gattung der Aloen in der Unterfamilie der Affodillgewächse (Asphodeloideae). Das Artepitheton aurelienii ehrt Aurélien Castillon, einen Enkel von Jean-Bernard Castillon.

## Beschreibung

### Vegetative Merkmale
Aloe aurelienii wächst stammlos, ist einzeln oder bildet bis zu drei Ableger aus. Die 15 bis 30 aufrecht-ausgebreiteten, lanzettlich-zugespitzten Laubblätter bilden Rosetten. Die blass bläulichgrüne, gelegentlich rötlich gefärbte Blattspreite ist 80 bis 110 Zentimeter lang und 10 bis 12 Zentimeter breit. Die rosaweißen Zähne am Blattrand sind 3 Millimeter lang und stehen 15 bis 20 Millimeter voneinander entfernt. 

### Blütenstände und Blüten
Der Blütenstand besteht in der Regel aus drei Zweigen und erreicht eine Länge von 60 bis 70 Zentimeter. Die ziemlich dichten, zylindrisch-konischen Trauben sind 10 bis 15 Zentimeter lang. Die rosafarbenen, spitzen Brakteen weisen eine Länge von 3 Millimeter auf und sind 2,5 Millimeter breit. Die zylindrischen, rosafarbenen Blüten stehen an 10 bis 20 Millimeter langen Blütenstielen. Die Blüten sind 25 bis 30 Millimeter lang. Auf Höhe des Fruchtknotens weisen die Blüten einen Durchmesser von 5 Millimeter auf. Darüber sind sie auf 3 Millimeter verengt und schließlich zur Mündung erweitert. Ihre äußeren Perigonblätter sind auf einer Länge von 7 Millimetern nicht miteinander verwachsen. Die Staubblätter und der Griffel ragen nicht aus der Blüte heraus.

### Früchte
Die Früchte sind gräulichgrüne, niedergedrückt kugelförmige Beeren mit einem Durchmesser von 18 bis 25 Millimeter.

## Systematik und Verbreitung
Aloe aurelienii ist im Mittleren Osten von Madagaskar an den Rändern des Analamaitso-Waldes in Höhen von 940 Metern verbreitet.
Die Erstbeschreibung durch Jean-Bernard Castillon wurde 2008 veröffentlicht.

## Nachweise